# Podolestes furcifer
Podolestes furcifer – gatunek ważki z rodziny Argiolestidae.
Owad ten jest endemitem Kalimantanu – indonezyjskiej części Borneo.